# 伊予インターチェンジ

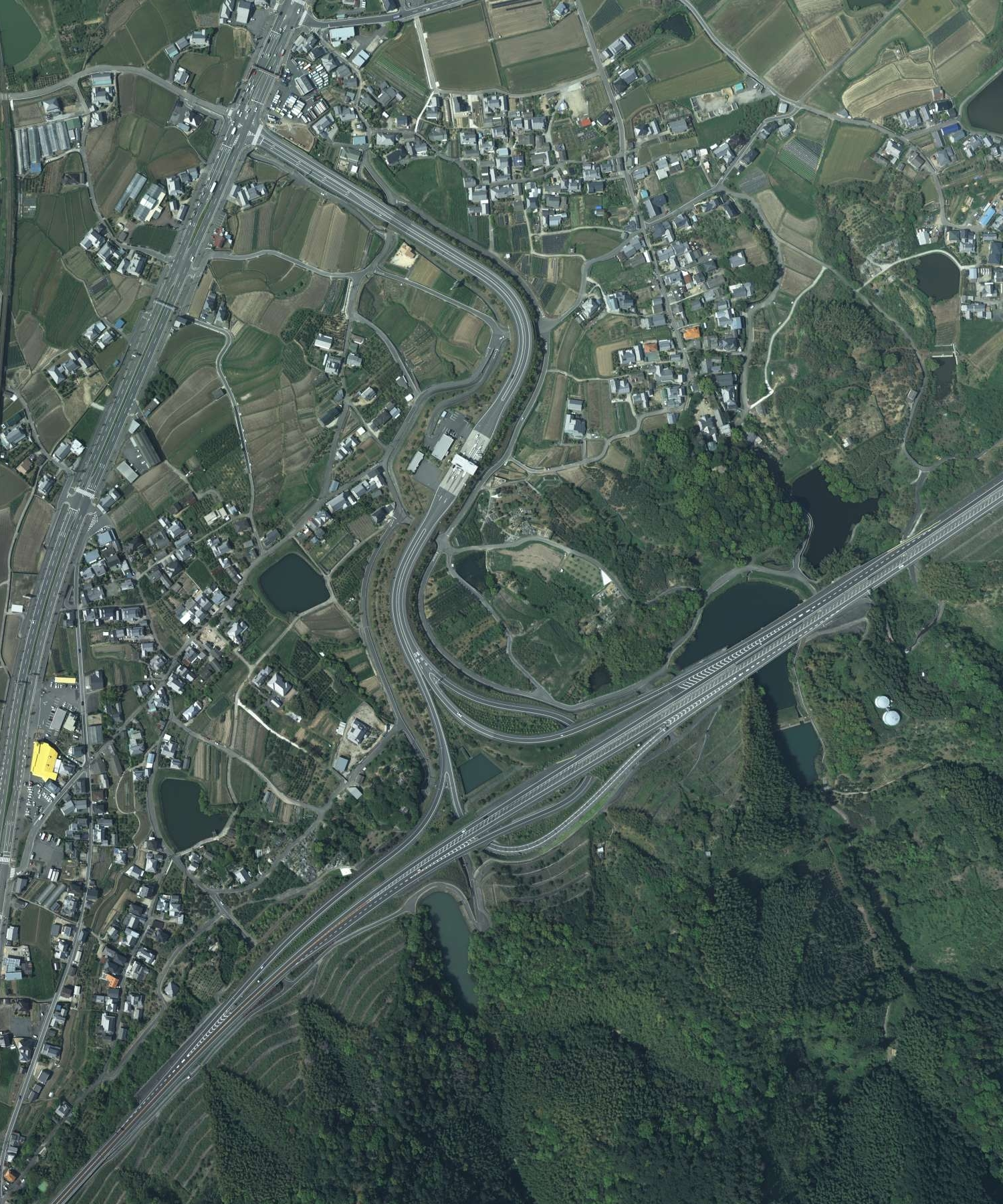

伊予インターチェンジ（いよインターチェンジ）は、愛媛県伊予市稲荷にある、松山自動車道のインターチェンジである。

## 歴史
- 1997年（平成9年）2月26日 : 川内IC - 伊予IC間の開通に伴い供用開始[1]。
- 2000年（平成12年）7月28日 : 伊予IC - 大洲IC間が開通し[1]、松山自動車道と松山自動車道を含む四国縦貫自動車道が全線開通[2]。

## 周辺
- 伊豫稲荷神社（新四国曼荼羅霊場 第49番札所）
- 伊予市場郵便局
- JR予讃線 向井原駅
- 伊予市立北山崎小学校
- 北山崎幼稚園

## 接続する道路
- 国道56号

## 料金所
- ブース数 : 4

### 入口
- ブース数 : 2
  - 2ブースともETC専用および一般またはETC・一般の可変式ブース

### 出口
- ブース数 : 2
  - 2ブースともETC専用および一般またはETC・一般の可変式ブース

## 隣
E56 松山自動車道
(13) 松山IC - 伊予灘SA - (14) 伊予IC - (14-1) 中山SIC - 内子PA - (15) 内子五十崎IC